# العلاقات الألمانية التوغوية
العلاقات الألمانية التوغولية هي العلاقات الثنائية التي تجمع بين ألمانيا وتوغو.

## مقارنة بين البلدين
هذه مقارنة عامة ومرجعية للدولتين:
| وجه المقارنة                                              | ألمانيا                                                                              | توغو            |
| --------------------------------------------------------- | ------------------------------------------------------------------------------------ | --------------- |
| المساحة (كم2)                                             | 357.41 ألف                                                                           | 56.78 ألف       |
| عدد السكان (نسمة)                                         | 81.29 مليون                                                                          | 7.80 مليون      |
| الكثافة السكانية (ن./كم²)                                 | 227.44                                                                               | 137.37          |
| العاصمة                                                   | بون، برلين                                                                           | لومي            |
| اللغة الرسمية                                             | اللغة الألمانية                                                                      | لغة فرنسية      |
| العملة                                                    | يورو، مارك ألماني                                                                    | فرنك غرب أفريقي |
| الناتج المحلي الإجمالي (بليون دولار)                      | 3.68 تريليون                                                                         | 4.81 مليار      |
| الناتج المحلي الإجمالي (تعادل القوة الشرائية) بليون دولار | 3.92 تريليون                                                                         | 10.67 مليار     |
| الناتج المحلي الإجمالي الاسمي للفرد دولار أمريكي          | 41.31 ألف                                                                            | 559             |
| الناتج المحلي الإجمالي للفرد دولار أمريكي                 | 46.40 ألف                                                                            | 1.43 ألف        |
| مؤشر التنمية البشرية                                      | 0.926                                                                                | 0.484           |
| رمز المكالمات الدولي                                      | +49                                                                                  | +228            |
| رمز الإنترنت                                              | .de                                                                                  | .tg             |
| المنطقة الزمنية                                           | توقيت وسط أوروبا، ت ع م+01:00، ت ع م+02:00، توقيت أوروبا الوسطى المعياري (ت غ م +1) ‏ | 00              |

## مدن متوأمة
في ما يلي قائمة باتفاقيات التوأمة بين مدن ألمانية وتوغولية:
- ترتبط دويسبورغ مع لومي باتفاقية توأمة منذ 1973.
- ترتبط شتاتبرغن مع Baguida [الإنجليزية]‏ باتفاقية توأمة.

## منظمات دولية مشتركة
يشترك البلدان في عضوية مجموعة من المنظمات الدولية، منها:
| علم المنظمة | اسم المنظمة                                                | تاريخ انضمام ألمانيا | تاريخ انضمام توغو |
| ----------- | ---------------------------------------------------------- | -------------------- | ----------------- |
|             | مؤسسة التمويل الدولية                                      | 20 يوليو 1956        | 4 سبتمبر 1962     |
|             | منظمة حظر الأسلحة الكيميائية                               | 29 أبريل 1997        | ?                 |
|             | يونسكو                                                     | 11 يوليو 1951        | 17 نوفمبر 1960    |
|             | البنك الإفريقي للتنمية                                     | ?                    | ?                 |
|             | الاتحاد الدولي للاتصالات                                   | 1866                 | 14 سبتمبر 1961    |
|             | الأمم المتحدة                                              | 18 سبتمبر 1973       | 20 سبتمبر 1960    |
|             | منظمة الشرطة الجنائية الدولية                              | ?                    | ?                 |
|             | البنك الدولي للإنشاء والتعمير                              | 14 أغسطس 1952        | 1 أغسطس 1962      |
|             | العملية المشتركة للاتحاد الأفريقي والأمم المتحدة في دارفور | ?                    | ?                 |
|             | الاتحاد البريدي العالمي                                    | 1 يوليو 1875         | ?                 |
|             | مؤسسة التنمية الدولية                                      | 24 سبتمبر 1960       | 21 أغسطس 1962     |
|             | منظمة التجارة العالمية                                     | ?                    | ?                 |
|             | المركز الدولي لتسوية المنازعات الاستشارية                  | 18 مايو 1969         | 10 سبتمبر 1967    |
|             | وكالة ضمان الاستثمار متعدد الأطراف                         | 12 أبريل 1988        | 15 أبريل 1988     |

## أعلام
هذه قائمة لبعض الشخصيات التي تربطها علاقات بالبلدين:
- بشيرو سالو (لاعب كرة قدم توغولي، 15 سبتمبر 1970[34] – )
- خالد ناري (لاعب كرة قدم ألماني، 23 يوليو 1994[35] – )
- عاصيمو توريه (لاعب كرة قدم توغولي، 1988[36] – )

## وصلات خارجية
- موقع وزارة الخارجية الألمانية